# Liste von Persönlichkeiten der Stadt Kongsberg
Die Liste von Persönlichkeiten der Stadt Kongsberg enthält Personen, die in Kongsberg geboren wurden sowie solche, die dort zeitweise gelebt haben, jeweils chronologisch aufgelistet nach dem Geburtsjahr.

## In Kongsberg geborene Persönlichkeiten

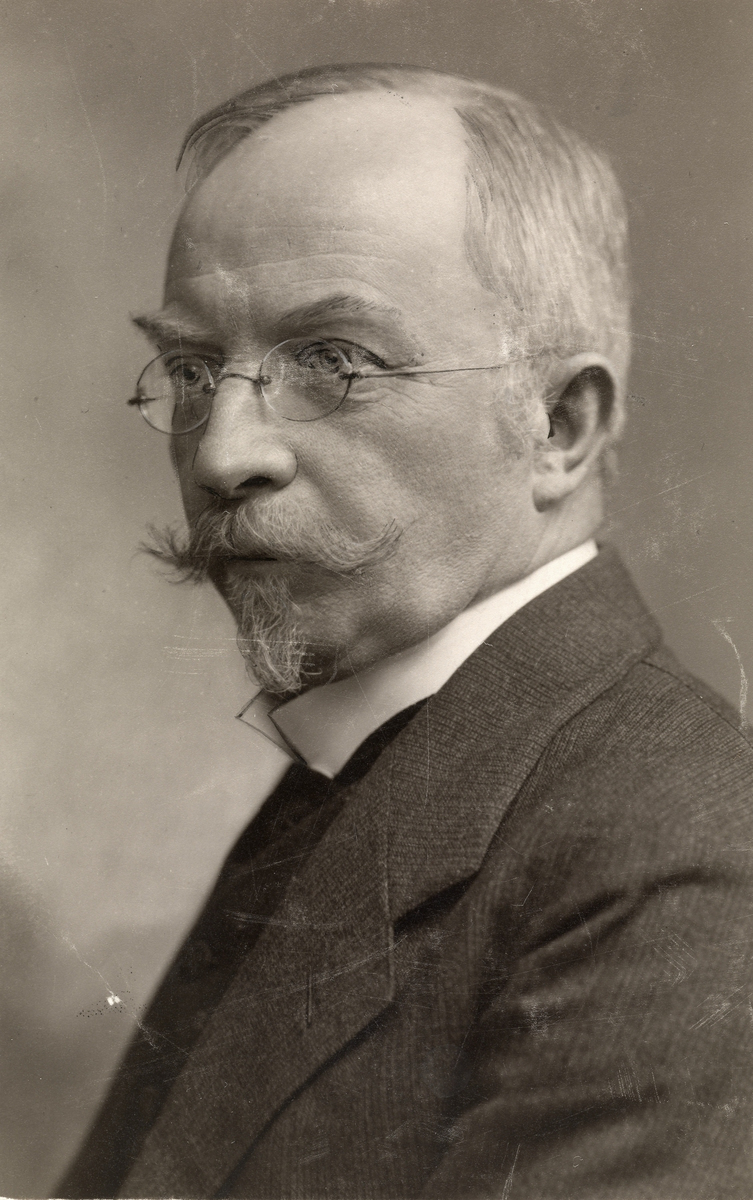
Christian Sinding

### 1700–1899
- Caspar Johannes Boye (1791–1853), dänischer Dichter
- Peter Severin Steenstrup (1807–1863), norwegischer Unternehmer
- Otto Sinding (1842–1909), Maler
- Christian Sinding (1856–1941), Komponist
- Peder Ristvedt (1873–1955), Polarforscher
- Halfdan Cleve (1879–1951), Komponist
- Carl Wilhelm Hartmann (1880–1957), Jurist

### 1900–1949
- Roy Mikkelsen (1907–1967), US-amerikanischer Skispringer
- Sigmund Ruud (1907–1994), Skispringer
- Erik Brofoss (1908–1979), Politiker und Zentralbank-Gouverneur
- Tom Mobraaten (1910–1991), kanadischer Skispringer
- Olav Ulland (1910–2003), norwegisch-US-amerikanischer Skispringer
- Hans Beck (1911–1996), Skispringer
- Birger Ruud (1911–1998), Skispringer
- Arnholdt Kongsgård (1914–1991), Skispringer
- Hilmar Myhra (1915–2013), Skispringer
- Asbjørn Ruud (1919–1989), Skispringer
- Petter Hugsted (1921–2000), Skispringer
- Sverre Fehn (1924–2009), Architekt der Moderne und Pritzker-Preisträger
- Willy Rasmussen (1937–2018), Speerwerfer
- Håkon Austbø (* 1948), Pianist und Hochschullehrer

### 1950–1974
- Bjørn Grimnes (* 1950), Speerwerfer
- Pål Henning Hansen (* 1953), Radrennfahrer

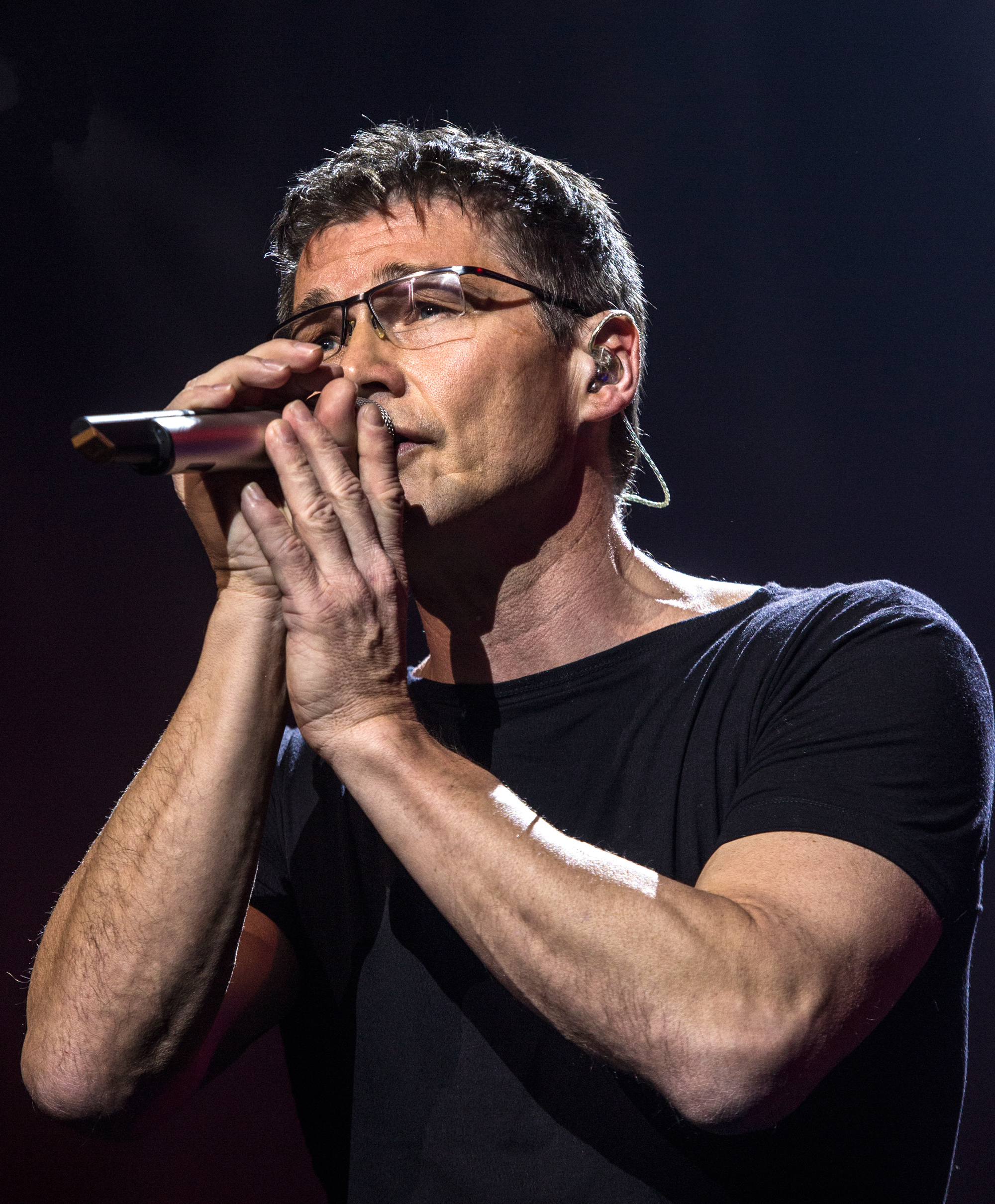
Morten Harket, Sänger der Band aha

- Morten Harket (* 1959), Sänger der Popband a-ha
- Tine Asmundsen (* 1963), Jazzmusikerin
- Geir Gulliksen (* 1963), Autor und Verleger
- Christian Wallumrød (* 1971), Jazzmusiker und Komponist

### Seit 1975
- Stine Brun Kjeldaas (* 1975), Snowboarderin
- Morten Qvenild (* 1978), Jazzpianist
- Hanne Hukkelberg (* 1979), Musikerin
- Susanna Wallumrød (* 1979), Sängerin
- Halvor Lunn (* 1980), Snowboarder
- Sigurd Pettersen (* 1980), Skispringer
- Børre Næss (* 1982), Skilangläufer
- Roger Kleivdal (* 1988), Snowboarder
- Christian Meaas Svendsen (* 1988), Jazz- und Improvisationsmusiker
- Stian Sivertzen (* 1989), Snowboarder
- Erlend Bjøntegaard (* 1990), Biathlet
- Silje Norendal (* 1993), Snowboarderin
- Ingvild Bakkerud (* 1995), Handballspielerin
- Tobias Rotegård (* 2000), Basketballspieler
- Mats Spiten (* 2010), Fußballspieler

## Personen mit Bezug zu Kongsberg
- Johann Georg von Langen (1699–1776), deutscher Forst- und Oberjägermeister
- Maurits Christopher Hansen (1794–1852), Schriftsteller
- Arne Rinnan (* 1940), Kapitän
- Eldbjørg Løwer (* 1943), Politikerin